# Ascorbylstearat
Ascorbylstearat ist ein Ester von Stearinsäure und Ascorbinsäure. Es ist als Lebensmittelzusatz zugelassen und wird als Quelle für Ascorbinsäure sowie als Antioxidans in Margarine verwendet. Durch seine amphiphile Struktur dient es außerdem als Emulgator.

## Gewinnung und Darstellung
Die Methoden zur Synthese von L-Ascorbylstearat lassen sich in die chemische Synthese und die lipasekatalysierte Synthese einteilen. Bei der chemischen Synthese mit konzentrierter Schwefelsäure als Katalysator entstehen Nebenprodukte. Im Gegensatz dazu wird die lipasekatalysierte Synthese aufgrund der Vorteile moderater Bedingungen und höherer Selektivität bevorzugt.